# Sommer-Knotenblume
Die Sommer-Knotenblume (Leucojum aestivum), auch Spätblühende Knotenblume genannt, ist eine der beiden noch in der Gattung der Knotenblumen (Leucojum) verbliebenen Arten aus der Familie der Amaryllisgewächse (Amaryllidaceae); die zweite Art ist die Frühlings-Knotenblume (Leucojum vernum).

## Vorkommen
Ihr natürliches Vorkommen erstreckt sich von ganz Europa bis zur Krim-Halbinsel und der östlichen Küste des Schwarzen Meeres und über das südwestliche Asien bis in den nördlichen Iran. Sie wachsen in feuchteren Gebieten als die Frühlingsknotenblumen, beispielsweise auf feuchten Wiesen.

## Beschreibung
Die Sommer-Knotenblume ist eine mehrjährige krautige Pflanze und erreicht Wuchshöhen von etwa 60 cm. Dieser Geophyt bildet Zwiebeln als Überdauerungsorgane. An der Basis der Pflanze stehen drei bis fünf linealische Laubblätter mit bis zu einer Länge von 50 cm und einer Breite von etwa 2 cm.
In den Blütenständen stehen meist drei bis sieben Blüten an ungleich langen Stielen zusammen, was ein wichtiges Unterscheidungsmerkmal zur relativ ähnlichen Frühlingsknotenblume darstellt.
Die glockenförmigen, zwittrigen Blüten sind dreizählig und 1 bis 1,5 cm groß. Die Blüte enthält sechs gleichgestaltete, weiße Blütenhüllblätter, die an ihrer Spitze jeweils einen charakteristischen grünlichen Fleck aufweisen, und sechs freie Staubblätter.
Namensgebend für die Gattung war wohl die vorsommerliche Blütezeit verbunden mit dem knotenartigen, unterständigen Fruchtknoten. Die Sommer-Knotenblume blüht von März bis Mai. Es werden Kapselfrüchte gebildet, die zahlreiche schwarze Samen enthalten.

## Inhaltsstoffe
Die ganze Pflanze ist giftig durch Alkaloide wie Lycorin, Galantamin.

## Unterarten und Sorten
Es gibt zwei Unterarten:
- Leucojum aestivum subsp. aestivum: Mit der Sorte:
  - Leucojum aestivum 'Gravetye Giant'
- Leucojum aestivum subsp. pulchellum (Salisb.) Briq.: Sie kommt auf den Balearen, auf Sardinien und Korsika vor.[2]

## Bilder

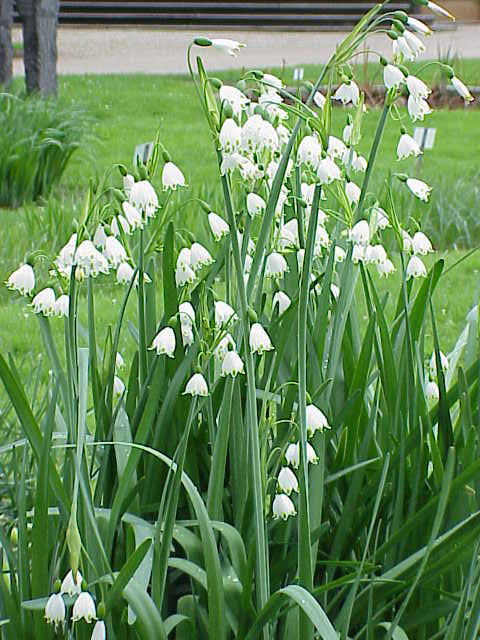
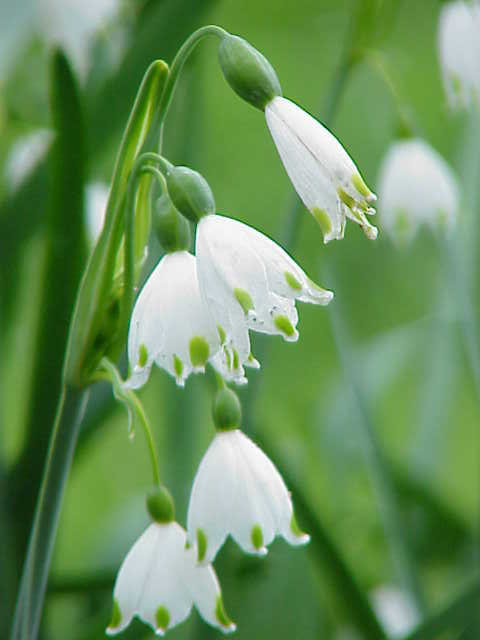
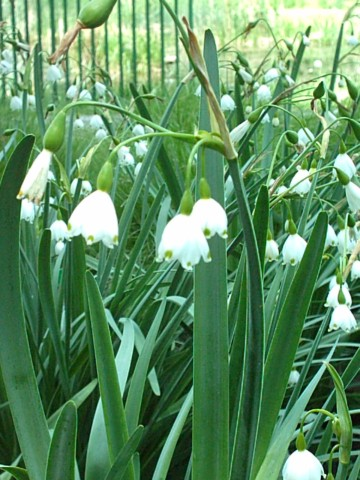
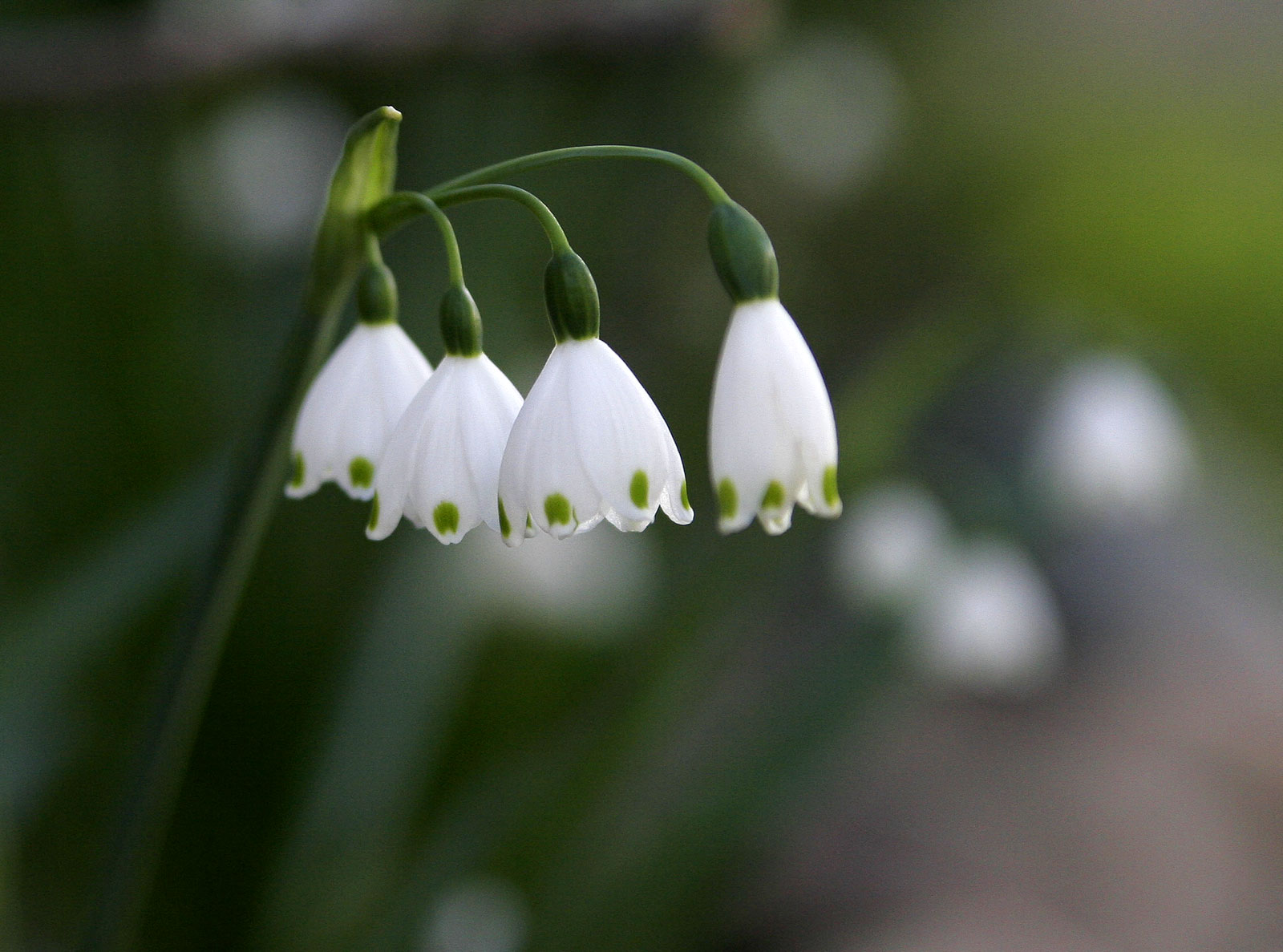
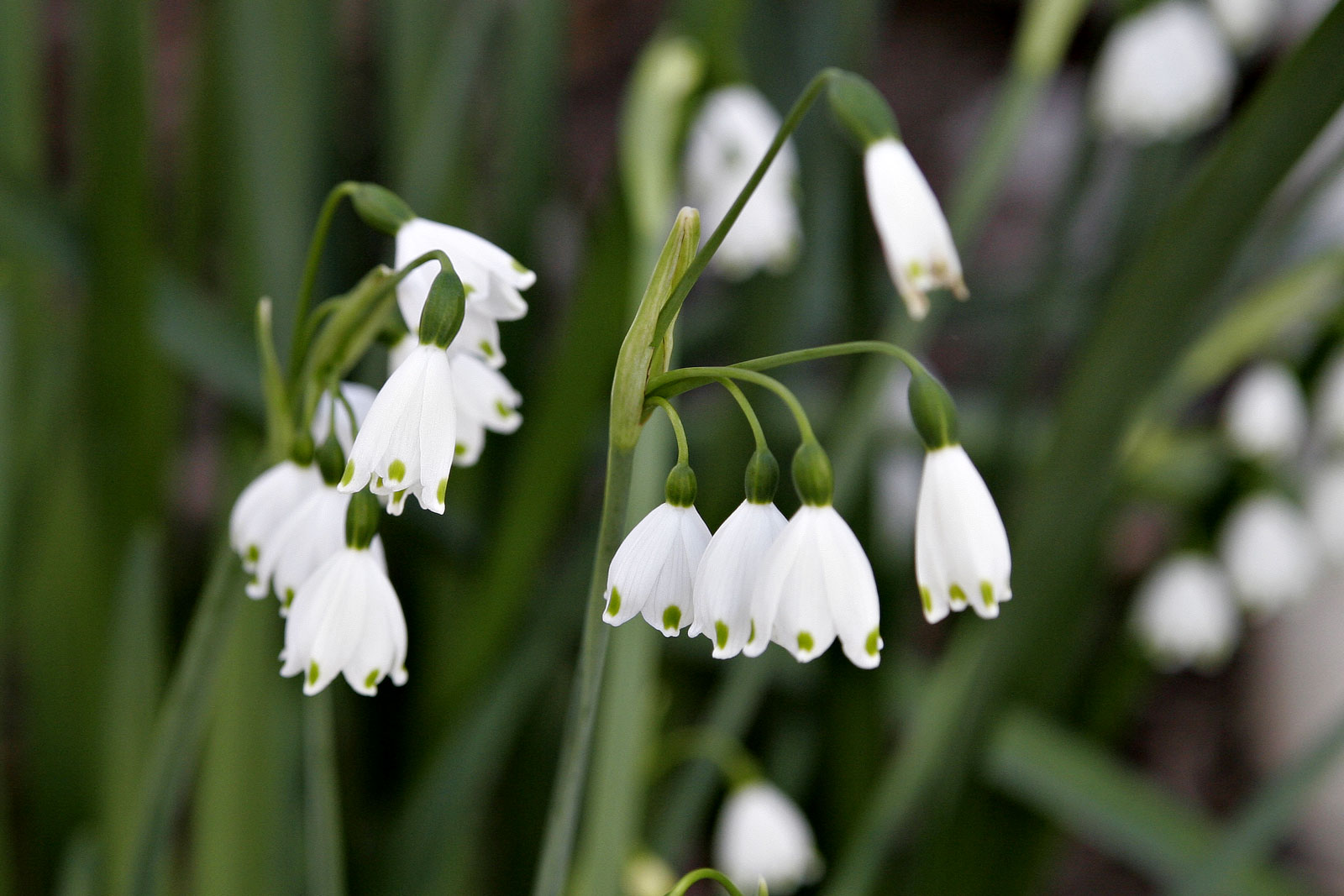